# Colpochila interocularis
Colpochila interocularis är en skalbaggsart som beskrevs av Lea 1917. Colpochila interocularis ingår i släktet Colpochila och familjen Melolonthidae. Inga underarter finns listade i Catalogue of Life.